# Hymedesmia verrucosa
Hymedesmia verrucosa är en svampdjursart som beskrevs av William Lundbeck 1910. Enligt Catalogue of Life ingår Hymedesmia verrucosa i släktet Hymedesmia och familjen Hymedesmiidae, men enligt Dyntaxa är tillhörigheten istället släktet Hymedesmia och familjen Hymedesmidae. Arten är reproducerande i Sverige. Inga underarter finns listade i Catalogue of Life.